# Dywizja Pancerna Kempf
Dywizja Pancerna Kempf (niem. Panzer-Division Kempf, Panzerverband Ostpreussen) – improwizowana niemiecka dywizja pancerna z okresu II wojny światowej

## Historia
Pod koniec lipca 1939 roku w związku z planowanym atakiem na Polskę na teren Prus Wschodnich przerzucono drogą morską oddziały dyspozycyjne SS – pułk SS „Deutschland”, pułk artylerii SS, bataliony SS: rozpoznawczy, przeciwlotniczy i łączności oraz dywizjon przeciwpancerny SS. Oddziały te skierowano na teren poligonu w miejscowości Stablack (obecnie Dołgorukowo), gdzie do tych oddziałów dołączono jednostki Wehrmachtu – 7 pułk czołgów i 505 batalion pionierów.
10 sierpnia 1939 roku z oddziałów znajdujących się na poligonie Stablack utworzono improwizowaną dywizję pancerną, której dowódcą został gen. Kempf. Od jego nazwiska dywizja otrzymała nazwę.
Dywizja po sformowaniu weszła w skład I Korpusu Armijnego 3 Armii Grupy Armii Północ i pod koniec sierpnia 1939 roku zajęła pozycję wyjściowe do ataku na Polskę w rejonie Nidzicy.
1 września 1939 roku dywizja wzięła udział w natarciu na pozycję 20 Dywizji Piechoty pod Mławą. Natarcie to nie przyniosło efektów, także w dniu następnym nie zdołano przełamać tych pozycji.
3 września dywizja została przerzucona w rejon Ciechanowa, gdzie zepchnięto z pozycji obronnych Mazowiecką Brygadę Kawalerii i 4 września dywizja wspólnie z innymi oddziałami niemieckimi zajęła Ciechanów.
5 września dywizja wykonała zwrot na wschód i uderzyła częścią sił na pozycje polskie nad Narwią w rejonie Różana, a pułk SS Deutschland został przerzucony w rejon Pułtuska. 6 września nastąpiło załamanie obrony polskiej nad rzeką Narwią i oddziały dywizji rozpoczęły marsz na południe z niewielkim oporem ze strony sił polskich.
16 września dywizja w rejonie Maciejowic nad Wisłą nawiązała kontakt z oddziałami niemieckimi z XVI Korpusu Armijnego idącymi z zachodu – w ten sposób zamknięto pierścień okrążenia wokół Armii „Łódź”, „Poznań” i „Pomorze” oraz załóg Warszawy i Modlina.
Następnie częścią sił skierowano ją do oblężenia Modlina, w którym uczestniczyły one od 19 września.
Po zakończeniu kampanii wrześniowej w październiku 1939 roku dywizja w została rozwiązana. Pułk pancerny wszedł w skład 10 Dywizji Pancernej, a oddziały SS przekazano dowództwo SS i stały się one zalążkiem Waffen SS.

## Zbrodnie wojenne
5 września 1939 żołnierze Dywizji „Kempf” urządzili w Krasnosielcu zakrojoną na szeroką skalę łapankę, w trakcie której schwytali kilkudziesięciu żydowskich mężczyzn. Zatrzymanych zmuszono do pracy przy naprawie mostu na Orzycu, a pod wieczór zapędzono do miejscowej synagogi i tam rozstrzelano. Ofiarą masakry padło ok. 50 Żydów. Generał Georg von Küchler, dowódca 3. Armii, miał przy tej okazji stwierdzić z oburzeniem, że „oddział SS Kempfa plami honor armii”.
28 września 1939 w Zakroczymiu, tuż po kapitulacji twierdzy Modlin, SS-mani z Dywizji Pancernej „Kempf” mimo trwającego rozejmu niespodziewanie zaatakowali przygotowujących się do złożenia broni polskich żołnierzy. Według niektórych źródeł w Zakroczymiu zginęło tego dnia około 500 jeńców oraz około 100 cywilnych mieszkańców miasta.

## Dowództwo dywizji
Dowódca:
- gen. mjr Werner Kempf (sierpień – październik 1939)[2]

Szef sztabu:
- ppłk Julius von Bernuth (w czasie agresji na Polskę[2])

## Skład
- 7 pułk pancerny (Panzer Regiment 7)
- pułk piechoty SS Deutschland (zmot.) (SS-Regiment „Deutschland“)
- pułk artylerii SS (SS-Artillerie-Regiment)
- II dywizjon 47 pułku artylerii (II./Artillerie-Regiment 47)
- batalion łączności (Nachrichtenabteilung (gemischt))
- batalion rozpoznawczy SS (SS Aufklärungs Abteilung)
- 2 batalion przeciwlotniczych karabinów maszynowych SS (2 SS-Fla-MG-Bataillon)
- 511 batalion przeciwpancerny (Panzerabwehr-Abtailung 511)
- 505 batalion pionierów (Pionier-Bataillon 505)